# الخصائص التيارية-الجهدية
الخصائص التيارية-الجهدية (بالإنجليزية: Current–voltage characteristic)‏ هي عبارة عن منحنى يصف شدة التيار المار في ثنائي قطب معين بدلالة الجهد الكهربائي المطبق بين طرفيه، فهي بذلك تصف سلوك هذا المكون الإلكتروني.

مميزة تيار-توتر لبعض ثنائيات القطب

مميزة تيار-توتر لثنائي نفقي، لاحظ تصرفه كمقاومة سالبة ضمن النطاق V1 V2

يتم الحصول على المميزة تيار-توتر الخاصة بأي بعنصر الكتروني عادة عن طريق التجربة حيث تستعمل معدلة أو مصدر توتر قابل للتغيير للحصول على توترات مختلفة وفي كل مرة يتم تدوين كل من التيار المار في العنصر والتوتر المطبق بين مربطيه في جدول، ومنه يتم رسم المنحنى واستنتاج طبيعة ثنائي القطب المدروس فمثلا إذا حصلنا على منحنى خطي أي عبارة عن مستقيم يمر من أصل المعلم فلا شك أن العنصر المدروس عبارة عن مقاومة، ويمثل مقلوب ميل المستقيم قيمة هذه الأخيرة بالأوم(انظر الشكل).